# Kopytków
Kopytków (ukr. Копиткове) – wieś na Ukrainie, w obwodzie rówieńskim, w rejonie rówieńskim, w hromadzie Zdołbunów. W 2001 liczyła 717 mieszkańców, spośród których 714 wskazało jako ojczysty język ukraiński, a 3 rosyjski.
W okresie międzywojennym wieś znajdowała się w granicach II RP, wchodząc w skład gminy Zdołbica w powiecie zdołbunowskim, w województwie wołyńskim.